# 藍芽みずき
藍芽 みずき（あいが みずき、2000年6月28日 - ）は、日本のAV女優。バンビプロモーション所属。

## 略歴
2019年10月にMOODYZからAVデビュー。キャッチコピーは「べっぴんキュート」。AV女優になったきっかけはAV女優のSNSや出演したテレビだった。興味を持ったAV女優は七沢みあ、初川みなみ、橋本ありな、天使もえと明日花キララだった。
2022年8月にSODクリエイトへ専属移籍。2023年より企画単体女優へ転向。

## 人物
- 長野県出身[2]。
- 趣味・特技はピアノ・水泳[3]
- 初体験は高校1年生の時で相手は同じ高校に通っていた先輩で彼氏の家で。デビュー前までの経験人数2人だった[4]。
- 自分の体で好きな部分は手と程よい腹筋[5]。
- 映画をはじめとする映像作品で好きな作品には『Saw』を挙げているが[6]、スプラッター、ホラー系全般は苦手で、当該作品はミステリー要素や伏線回収の部分を好んでいる[6]。

## 出演作品
◎はBD版発売作品。

### アダルトDVD / BD
メーカー総集編、FANZAのDODやBOD、アウトレット作品は省略。

#### 2019年
- 新人べっぴんキュート美少女AVデビュー（10月1日、MOODYZ）◎
- 性感開発 それソコ! めちゃイキ3本番 みずきの気持ちイイとこを全て教えますスペシャル!!（11月1日、MOODYZ）
- オヤジの濃厚接吻テクに人生で一番イカされた日（12月1日、MOODYZ）

#### 2020年
- 声我慢!イキ地獄! 追撃サイレントレ×プ女教師輪姦（1月1日、MOODYZ）
- あの日彼女は、僕が実家に帰省中のときに同棲中の自宅で絶倫親友とハメまくって何度も中イキ昇天しまくっていた （2月1日、MOODYZ）
- 絶頂欲しがりイクイク開発痴女 （3月1日、MOODYZ）
- タイトスカート女教師に誘惑されっぱなしの毎日。（5月1日、MOODYZ）
- 即尺即ハメOK 絶対領域でご奉仕メイド（6月1日、MOODYZ）◎
- 敏感イクイク娘がイキ我慢 性感開発オイルマッサージ（7月1日、MOODYZ）
- 本番Ok裏ピンサロ! 舐めてハメてイッても追撃ちんシャブ! 上下のおクチでパックン昇天連射（9月1日、MOODYZ）
- 夫とセックスレスが続く望まない禁欲生活の中で… 嫌悪する義父に穴という穴を隅々まで舐められて鳥肌を立たせながら絶頂してしまう若妻（10月1日、MOODYZ）
- 薄い壁の隣に住むお姉さんが同棲中の彼氏にバレないようにこっそり囁き誘惑（11月1日、MOODYZ）
- 死ぬほど大嫌いな上司に望まない不倫関係を強いられ早漏マ○コに改造された。（12月1日、MOODYZ）
- S1専属 坂道みる × MOODYZ専属 藍芽みずき 接吻まみれの濃厚絶頂レズビアン性交（12月7日、S1 NO.1 STYLE）◎

#### 2021年
- 早漏イクイク大痙攣オーガズムSP（1月1日、MOODYZ）
- 解禁 べっぴんキュート美少女 生まれて初めての中出し性交（2月1日、MOODYZ）
- 囚われの女捜査官 媚薬オイル拷問アクメ地獄篇（3月13日、MOODYZ）
- 僕を見下すムカツク弟嫁の裏バイトを知り立場逆転 「お前、ソープ嬢のくせに…」 嫌がるマ○コに何度もブチ込み中出し泡姫肉便器にしてやった（4月1日、MOODYZ）
- もしかしたら…（耳元で）今夜、童貞卒業できるかもね 終電逃した女上司とビジネスホテルにお泊まりしたら童貞がバレて（金）～（月）まで何度も射精と中出しを強要された僕 （5月1日、MOODYZ）
- PREMIUM V.I.P 3大メーカー専属美女共演ハーレム 240分Special 山岸逢花 岬ななみ 藍芽みずき（5月7日、PREMIUM）◎
- 犯●れて… 助けを求めてきた美人OLが濡れたノーブラ姿だったのでたまらず追姦レ×プしてしまった。（6月1日、MOODYZ）
- 敏感ビーチク狙い撃ち! こねくりイカせ乳首責めメンズエステ ねっとり舐め吸い全集中で爆チク連射!! （7月1日、MOODYZ）
- 気の強い女上司が10年ぶりの制服姿でマ●コ思春期状態に! 絶倫のボクと… 朝が来るまでヤリまくった…!（8月1日、MOODYZ）
- 生贄スイートルーム 社長に裏切られた私（秘書）商談を得るため取引先の濃厚オヤジ達に性処理中出し接待させられて（9月7日、MOODYZ）
- 妻が里帰りで不在中、オレを骨抜きにするほど最高の愛人と中出しタダマン不倫生活（10月5日、MOODYZ）
- 彼女の友達が耳元でイクイク囁き淫語で何度も中出しを誘惑 （11月2日、MOODYZ）
- えっッ! こんな所で…竿がバカになるまでジュボ咥え暴発確定おしゃぶり天国!! （12月7日、MOODYZ）

#### 2022年
- スレンダーボディ媚薬漬け追撃ピストンで 脳バグするほどヨガり狂うキメセク潮吹き大絶頂（1月4日、MOODYZ）
- *藍芽みずき 2ndBEST 12時間12タイトルMOODYZ SPECiAL EDiTiON（1月4日、MOODYZ）※単体ベスト
- 朝まで巨漢絶倫チ○ポで種付けプレス大絶叫ポルチオ破壊 迷惑隣人達のゴミ部屋にクレーム入れた華奢なスレンダー人妻を監禁レ×プ （2月1日、MOODYZ）
- 初めて彼女ができたのに…美人教師の囁き誘惑に負けて何度も何度も浮気中出ししてしまった…（3月1日、MOODYZ）
- 超高級中出し専門ソープ 専属SPECIAL 藍芽みずき（6月7日、MOODYZ）
- 出勤率の低くなったオフィスで後輩社員達を悪魔的なベロしゃぶバキュームキッスで次々と食いまくる女上司の誘惑中出し騎乗位SEX 藍芽みずき（8月11日、SODクリエイト）
- 10年ぶり姉弟風呂。勃起を押さえきれなかった童貞弟と姉は毎日SEXしている。桃色かぞくVOL.26 藍芽みずき（9月8日、SODクリエイト）
- マジックミラー号 【カップルNTR】空イキするまでザーメン搾取!! 耳元で囁く淫語手コキでM男化させる 藍芽みずきの痴女テク逆ナンパ 真夏の海水浴場SP（10月6日、SODクリエイト）
- たった千円で超ペロペロに…?! 早い・安い・上手いで話題の即尺ヌキ有りセンペロ酒場に密着! サクッとフェラ抜き神対応! 飲みながらヌける新業態! 藍芽みずき 綾瀬ひまり 星仲ここみ（11月10日、SODクリエイト）

#### 2023年
- 出勤率の低くなったオフィスで後輩社員達を悪魔的なベロしゃぶバキュームキッスで次々と食いまくる女上司の誘惑中出し騎乗位SEX 藍芽みずき（2022年8月11日、SODクリエイト）
- 10年ぶり姉弟風呂。勃起を押さえきれなかった童貞弟と姉は毎日SEXしている。桃色かぞくVOL.26 藍芽みずき（2022年9月8日、SODクリエイト）
- マジックミラー号 【カップルNTR】空イキするまでザーメン搾取！！ 耳元で囁く淫語手コキでM男化させる 藍芽みずきの痴女テク逆ナンパ 真夏の海水浴場SP（2022年10月6日、SODクリエイト）
- たった千円で超ペロペロに…？！早い・安い・上手いで話題の即尺ヌキ有りセンペロ酒場に密着！サクッとフェラ抜き神対応！飲みながらヌける新業態！（2022年11月10日、SODクリエイト）

#### 2024年
- たった一夜の関係でボクを騙したマルチ勧誘美女を問い詰めても責めと焦らしの射精管理テクで抜き狂わされクーリングオフを言い出せない… 藍芽みずき（2024年1月9日、アリスJAPAN）
- 「オジサン大好き」痴女派遣メイドに耳元で囁かれて中出しさせられたボク 藍芽みずき（2024年2月6日、BeFree）
- 家事代行サービスを頼んだらおばさんが来ると思ってたのに、デカ尻の美人妻が来た！お尻をムチムチさせながら家事をする姿に我慢できずセンズリしてたらバレてしまい、発情して中出し搾精されまくる！ 藍芽みずき（2024年2月20日、ミセスの素顔/エマニエル）
- 仕事もSEXもできない童貞社員の僕が今日も残業してたら…社内みんなの憧れシゴデキOLに眠剤飲まされ逆●●●いつのまにか筆おろしされてた夢のような話（2024年3月1日、ゲッツ！！）
- エロ尻で悩殺し囁き淫語でトロかして骨抜きに…チ●ポバカになるまで愛妻家上司の精子を奪い尽くす悪女すぎる新人OL 藍芽みずき（2024年3月5日、FunCity/妄想族）
- 実写版 生徒会長は真性露出狂 藍芽みずき（2024年3月19日、山と空/妄想族）
- ノーハンドフェラは奴●の証！11 手を使わずにフェラチオする11人の素人娘（2024年4月9日、かぐや姫Pt/妄想族）
- 素人なのにディルドオナニーで激しく感じちゃう一般人娘12（2024年4月16日、かぐや姫Pt/妄想族）
- 大人同士の無邪気な中出しハメ撮りデート 藍芽みずき（2024年4月23日、セレブの友）
- むっつり文学美少女と5秒目が合えばセックスできるマッチング図書館 藍芽みずき（2024年5月28日、ROYAL）
- どこでもおしっこ！素人娘の大放尿28人 スロー再生でじっくり鑑賞できるマニア向け映像9（2024年6月4日、かぐや姫Pt/妄想族）
- 人妻の浮気心 藍芽みずき（2024年6月4日、人妻援護会/エマニエル）
- 放課後にセルフ露出する優等生J系を見つけたので…【J系4名】（2024年6月18日、山と空/妄想族）
- 顔面騎乗オナニーでイキまくる14人の女優たち（2024年7月9日、セレブの友）
- セクハラママさんバレー！9 ハイレグブルマ姿の人妻10人が挑む過酷なエロトレーニング（2024年7月9日、かぐや姫Pt/妄想族）
- 脳を乗っ取るえちえち囁き淫語に僕はもう逆らえない！主観で誘惑小悪魔家庭教師 藍芽みずき（2024年8月6日、マックスエー）
- MILU-パンスト妄想脚アメイジングII（2024年8月20日、ミル）
- パンスト妄想脚アメイジングII（2024年8月20日、ミル）
- オナサポ！！ 女子○生 着衣で全裸で挑発的ダンス 7（2024年8月27日、かぐや姫Pt/妄想族）
- 見た目清楚そうな女の子がM男を下品に淫語痴女責めしながらカラッカラになるまで精液を搾りつくす連続射精中出しSEX 藍芽みずき（2024年10月1日、マックスエー）
- 「一般男性のみなさん！私をイカせまくって下さい！」～街頭で見つけた素人男性に壊れるほどイカされまくったSEXドキュメント～6 藍芽みずき（2024年10月8日、セレブの友）
- 【個撮】どこでもフェラ17 11人（2024年11月5日、かぐや姫Pt/妄想族）
- 女性インストラクターだと思ったら男だった！？夫と一緒に通うヨガ教室で寝取られ中出し 藍芽みずき（2024年11月5日、ミセスの素顔/エマニエル）
- わたしは会社の『性欲処理担当』秘書2 藍芽みずき（2024年11月12日、セレブの友）
- 素人なのにディルドオナニーで激しく感じちゃう一般人娘14（2024年11月12日、かぐや姫Pt/妄想族）

#### 2025年
- ゲーマーお姉さんの配信に課金しまくってたらオフパコできたよ！！ ミズキさん2〇歳 ゲームとコスプレ大好きな引きこもりお姉さん（2025年2月4日、NPJ）
- セクハラママさんバレー！12 ハイレグブルマ姿の人妻10人が挑む過酷なエロトレーニング（2025年3月25日、かぐや姫Pt/妄想族）
- ヤリマンワゴンが行く！！ハプニング ア ゴーゴー！！藍芽みずきとリズの珍道中 手淫の女神が誘う童貞救済ハニトラドライブ（2025年4月1日、桃太郎映像出版）
- 友達の母親 男日照りで発情するシングルマザーの性の事情に興奮してしまい… 藍芽みずき（2025年4月8日、JET映像）
- 黒パンスト痴女のコスプレ淫語責め 藍芽みずき（2025年4月15日、グローリークエスト）
- マ〇コぶっかけザーメンオナニー狂（2025年4月22日、SEX Agent/妄想族）
- 人妻さんいらっしゃい 僕の自宅でハメ狂った熟女さんをひっそりすべて盗撮しました。20 美雪さん/Fカップ/40才/超絶美人妻が歳の差不倫 愛花さん/Eカップ/32才/清楚系美人妻の淫乱不倫（2025年4月22日、お持ち帰り/熟女卍）
- 腰をグラインドさせながらイキ狂い！『ディルドオナニー』（2025年5月27日、セレブの友）
- どこでもおしっこ！素人娘の大放尿27人 スロー再生でじっくり鑑賞できるマニア向け映像11（2025年5月27日、かぐや姫Pt/妄想族）
- もうひとつのアシコイ～僕は保健室の先生に足コキされた～（2025年6月12日、ROCKET）
- オナサポ！！ 女子○生 着衣で全裸で挑発的ダンス 13（2025年6月17日、かぐや姫Pt/妄想族）
- 【個撮】どこでもフェラ20 11人（2025年6月24日、かぐや姫Pt/妄想族）
- 色白デカ尻の家事代行おばさんに即ハメ！デカチンの虜になった人妻が翌日勝手に押しかけてきたので満足するまで何度も中出ししてあげた 43 藍芽みずき（2025年7月1日、ディープス）
- 素人ナンパでセンズリ鑑賞22 見るだけでいいんです！だからちょっと僕のチ●ポ見てもらえませんか？（2025年7月15日、かぐや姫Pt/妄想族）

### アダルトVR
2020年
- 【VR】会うたびにエロが加速していく！ボクと藍芽みずきのカラダの相性が最高すぎる！！ つき合いたてのドキドキSEX！テレビ電話オナニー！さらに大量潮吹き限界絶頂愛し合いSEX！ボクへの＜好き＞と＜エロ＞が青天井な最高のカノジョVR！！（2020年4月8日、ムーディーズ）
- 【VR】藍芽みずきイキっぱなしオーガズムセックスSPECIAL VR（2020年12月16日、ムーディーズ）

2023年
- 【VR】家賃が払えなくて困っているボクは若くて美人の大家さんに体で立て替えることを提案されやりたい時に呼ばれる専用竿になった。藍芽みずき（2023年3月9日、SODクリエイト）
- 【VR】友達カップルでキャンプ、友人の彼女がめちゃくちゃ可愛くて僕に気がある！？友人と彼女がお酒飲んで爆睡している真横でこっそり内緒のお互いW浮気中出しセックス（2023年3月23日、SODクリエイト）
- 【VR】【8K VR】大学の後輩みずきが僕の会社に転職してきた理由 藍芽みずき（2023年9月21日、unfinished）
- 【VR】【8K VR】恋する童貞君の勉強も恋愛テクも射精も全てを管理する美人家庭教師 みずき（2023年10月20日、unfinished）
- 【VR】眼鏡に部屋着…誤配達の電マ片手に現れた隣の地味系女子はとんでもないエロポテンシャルを秘めた痴女ビッチ 藍芽みずき（2023年10月28日、CRYSTAL VR）

2024年
- 【VR】シンプルにヌケるが一番！誘惑のボディーパーツを見抜けるVR。変態痴女編！（2024年3月15日、MILU VR）
- 【VR】藍芽みずき 猛接近限界着エロVR～色気満載Sランク痴女が挑発的に迫り来る！至近距離妄想性交～（2024年3月15日、ハンラシン）
- 【VR】「ギリギリ着エロVR 露出狂の女」 艶麗 ド変態！極上美女が最高女体を大晒し！ 藍芽みずき（2024年4月26日、ハンラシン）
- 【VR】【8K】シン・ウェアラブルVR ×リアルマッチング体験 マッチングアプリでいい感じになった顔面！性欲！！パーフェクト美人とお付き合い前性交渉 ＃ホ●ル ＃チ●ポ狂い ＃生●メ ＃生中●し みずき（21） 藍芽みずき（2024年7月4日、SODクリエイト）
- 【VR】【8K】出張終わりの宿泊先ホテルで客室サービスを頼んだボク…安定した接客で男をリラックスさせ勃起したチ●コをこねくりまわすエステティシャンの藍芽さん 藍芽みずき（2024年8月5日、SODクリエイト）
- 【VR】これぞ8K！美顏と美乳と濡れ髪で、とことん甘やかしてくれる ’年上カノジョ’と同棲生活 8KVR 藍芽みずき（2024年9月6日、ケイ・エム・プロデュース）
- 【VR】天井特化アングルVR ～藍芽みずきの騎乗位はすごいってヨ～（2024年9月20日、ケイ・エム・プロデュース）
- 【VR】【8K VR】近所の歯医者で、働くセフレと、情熱的に絡み合う休憩2時間 歯科助手 みずきさん（2024年9月26日、unfinished）
- 【VR】【8K VR】昔もらった姉からのキス券（有効期限無し）を使って、実家でいつでもどこでもベロキス濃厚性交していたあの日 藍芽みずき（2024年10月17日、unfinished）
- 【VR】【8K VR】兄嫁の妊活～中々子供のできない兄嫁が僕の子種をせがんできた～みずきさん（2024年11月2日、unfinished）
- VR】【8K VR】射精を義務付けられた世界～違反者は射精管理官に徹底的に管理される～藍芽みずき（2024年11月15日、unfinished）

2025年
- 【VR】耳とろとろにさせるささやき淫語でた～っぷり抜いちゃう風俗3ジャンル完全射精サポート 藍芽みずき（2025年2月24日、KMPVR-bibi-）
- 【VR】距離感が近すぎる高級ラウンジ嬢 酔うとすぐに唇を重ねてくる彼女とVIPルームでほろ酔い絶頂ナマ性交 藍芽みずき（2025年3月8日、KMPVR-彩-）
- 【VR】踏まれて喜ぶ男を見て軽蔑する女（2025年4月11日、AQUA＜アクア＞）
- 【VR】服が透けて見えるメガネをしてる僕が机の下でバレないようにシコる（2025年4月25日、AQUA＜アクア＞）
- 【VR】初めてできた彼女が目の前で犯●れて何もできずに勃起する僕は最低な男 藍芽みずき（2025年5月2日、AQUA＜アクア＞）
- 【【VR】【8KVR】果たして噂は本当なのか？勃起したアレを見せるとヤラせてくれると噂の先輩にオレの愚息を見せてみたッ！ 藍芽みずき（2025年5月28日、CRYSTAL VR）
- 【VR】結局直ぐヤラせてくれるエロい女が一番良い（VRKM-1605）（2025年6月6日、ケイ・エム・プロデュース）
- 【VR】ミスコン1位級の美人女子大生に近距離で顔面を嘲笑される最低で最高なパシリ体験（2025年6月22日、KMPVR-彩-）
- 【VR】エロ可愛すぎる俺の嫁がいつも発情してるから浮気する気にもならない 藍芽みずき（2025年7月18日、AQUA＜アクア＞）

### 配信作品
2021年
- カチコチTV＃21 NO勃起デート 小島みなみ 藍芽みずき つぼみ（7月23日、カチコチTV）
- カチコチTV＃24 NO勃起デート 高橋しょう子 小島みなみ 藍芽みずき（7月30日、カチコチTV）
- カチコチTV＃23 NO勃起デート 高橋しょう子 小島みなみ 藍芽みずき（7月30日、カチコチTV）
- カチコチTV＃22 NO勃起デート 小島みなみ 藍芽みずき つぼみ（7月30日、カチコチTV）
- カチコチTV＃41（10月8日、カチコチTV）
- カチコチTV＃42（10月15日、カチコチTV）

2022年
- カチコチTV＃98（11月18日、カチコチTV）

2023年
- 【マーヴェラス！！】神かわスレンダー若妻ちゃん25歳。愛と性欲に飢えた迷える人妻がイケメンチ○ポ堕ち！喘ぎまくりイキまくり濃厚NTRファック！！【究極人妻】（2023年12月24日、HMN WORKS）

2024年
- 学生時代のマドンナからデートに誘われたらすっごく怪しいビジネスの話しながらチ○ポ握ってくるスケベなマルチ勧誘で惑わされ、辛抱たまらず金玉も財布も空っぽになるまで何度もザーメン搾り取られて入会してしまった。 藍芽みずき（2024年4月26日、アリスJAPAN）
- 「入会させた数だけ射精させてアゲル…」射精管理＆ご褒美SEXの成果報酬で心もチ○ポも掌握する敏腕マルチビジネス痴女 藍芽みずき（2024年5月24日、アリスJAPAN）
- リサ 個人撮影会（2024年7月30日、素人ギャラリー）
- 就業中でも関係なし！！毎日ヌいてくれる痴女が居る夢の仕事場です 働く痴女の痴態フル尺で収録（2024年9月1日、ABC/妄想族）
- ★配信限定！特典映像付★ 「一般男性のみなさん！私をイカせまくって下さい！」～街頭で見つけた素人男性に壊れるほどイカされまくったSEXドキュメント～6 藍芽みずき（2024年10月5日、セレブの友）
- かな 生意気女子パパ活媚薬調教（2024年11月10日、ギャラリー）
- 藍い鍵盤 藍芽みずき（2024年11月13日、アースダイバー）

2025年
- マキ 嫌な顔されながらおパンツ買い取りたい（2025年1月10日、ギャラリー）
- さつき ボクのセフレを紹介します（2025年1月25日、ギャラリー）
- サエない僕を不憫に思った美人な姉に「擦りつけるだけだよ」という約束で素股してもらっていたら互いに気持ち良すぎてマ○コはグッショリ！でヌルっと生挿入！「え！？入ってる？」でもどうにも止まらなくて中出し！ 藍芽みずき（2025年3月20日、アイエナRISING）

### web配信

#### FANZA
- みずき（2023年12月23日、ハメドリネットワークSecondEdition）
- みずき（2023年12月28日、Re：Fuck）
- かな（2024年11月9日、素人ギャラリー）
- マキ（2025年1月9日、素人ギャラリー）
- さつき（2025年1月24日、素人ギャラリー）

#### MGS
- 【マーヴェラス！！】神かわスレンダー若妻ちゃん25歳。愛と性欲に飢えた迷える人妻がイケメンチ◯ポ堕ち！喘ぎまくりイキまくり濃厚NTRファック！！【究極人妻】（2023年12月24日、ハメドリネットワークSecondEdition）
- みずき（2023年12月29日、Erovi）
- リサ（2024年7月30日、素人ギャラリー）
- 神田みずき 1（2024年8月25日、舞ワイフ）
- 神田みずき 2（2024年8月27日、舞ワイフ）
- さつき ボクのセフレを紹介します（2025年1月25日、0）
- マキ 嫌な顔されながらおパンツ買い取りたい（2025年1月10日、0）

#### FC2
- 【ハメ突き連発!!】神かわスレンダー若妻ちゃん25 歳。愛と性欲に飢えた迷える人妻がイケメンチンポ 堕ち！喘ぎまくりイキまくり濃厚NTR ファック!!【究極人妻】（2023年11月18日、心斎橋ハードコア）
- やわやわもっちりエロ巨尻ＯＬは狙った男を絶対に堕とす悪女だった…黒パンスト尻を突き出しシミのない桃尻誘惑とささやき淫語に負けて社内で中出しＳＥＸ【前編】（2024年5月14日、露出オーバー）
- スレンダー清楚クール系の優等生は露出狂だった…凸者にオナニー姿を撮影され手マンでイキ潮噴射し大人チ●ポＳＥＸでイカされた【個撮】（2024年6月6日、あうとどあ仙人1号）
- 大人っぽ美乳・桃尻の美女が生.徒会長に扮し露出狂となり…授業中もクラスメイトの目を盗みノーパンマ●コを露出・同級生に露出バレし教室内でSEX・図書館で見知らぬ男たちに囲まれ視カンオナニー【前編】（2024年9月18日、あうとどあ仙人1号）
- 大人っぽ美乳・桃尻の美女が露出狂となり…エロ体操着コスでジムに乗り込み露出トレーニング・行列フェラで複数チ●ポ奉仕・悶絶しながら公開SEX【後編】（2024年9月25日、あうとどあ仙人1号）

### イメージDVD / BD
2023年
- Mizuki Overnight sexuality 藍芽みずき（9月7日、REbecca）◎
- 藍い鍵盤 藍芽みずき（11月28日、oldman par）◎

## 出演

### ウェブドラマ
- ラブラブシェアハウス2　ライフwithセクシー・ガールズ（2022年12月2日、U-NEXTほか）[7]

### ゲーム
- 銀行マンの下剋上～バラ色人生を目指して～（2022年12月6日、AV GAMES、フュージョンプロジェクト）- 弦楽器奏者・藍芽みずき 役[8]

## 書籍

### 写真集
- 藍い鍵盤 藍芽みずき写真集（2023年11月25日、ジーウォーク、撮影：太田清隆）ISBN 978-4-86717-642-9

### デジタル写真集
- Count sheep【DeepSleep】坂道みる 藍芽みずき（2021年2月19日、Count sheep）
- Count sheep【PowerNap】坂道みる 藍芽みずき（2021年2月19日、Count sheep）
- ＃Escape藍芽みずき（2021年2月26日、＃Escape）
- 初めて彼女が出来た童貞生徒に接吻レクチャー ベロキス大好き家庭教師 藍芽みずき（2023年9月21日、BoinBB（ABC/妄想族））
- 藍芽みずき『極上テクは心を癒やし精子を搾り出す！超人気回春メンズエステ』（2023年10月20日、）
- 藍芽みずき『マゾ志願 調教されたい元教え子』（2023年12月20日、）
- れいむ 藍芽みずきvol.01（2023年12月29日、ジーウォーク）
- れいむ 藍芽みずきvol.02（2023年12月29日、ジーウォーク）
- れいむ 藍芽みずきvol.03（2023年12月29日、ジーウォーク）
- れいむ 藍芽みずきvol.04（2023年12月29日、ジーウォーク）
- 藍芽みずき写真集『藍い鍵盤』（2024年6月7日、ジーウォーク）

### 雑誌
- 月刊FANZA 2019年12月号（ジーオーティー）- インタビュー